# 1979 DF
1979 DF är en asteroid i huvudbältet som upptäcktes den 28 februari 1979 av den amerikanske astronomen Norman G. Thomas vid Anderson Mesa Station. 
Asteroiden har en diameter på ungefär 9 kilometer.